# Gymnocalycium platense
Gymnocalycium platense là một loài thực vật có hoa trong họ Cactaceae. Loài này được (Speg.) Britton & Rose mô tả khoa học đầu tiên năm 1922.

## Hình ảnh

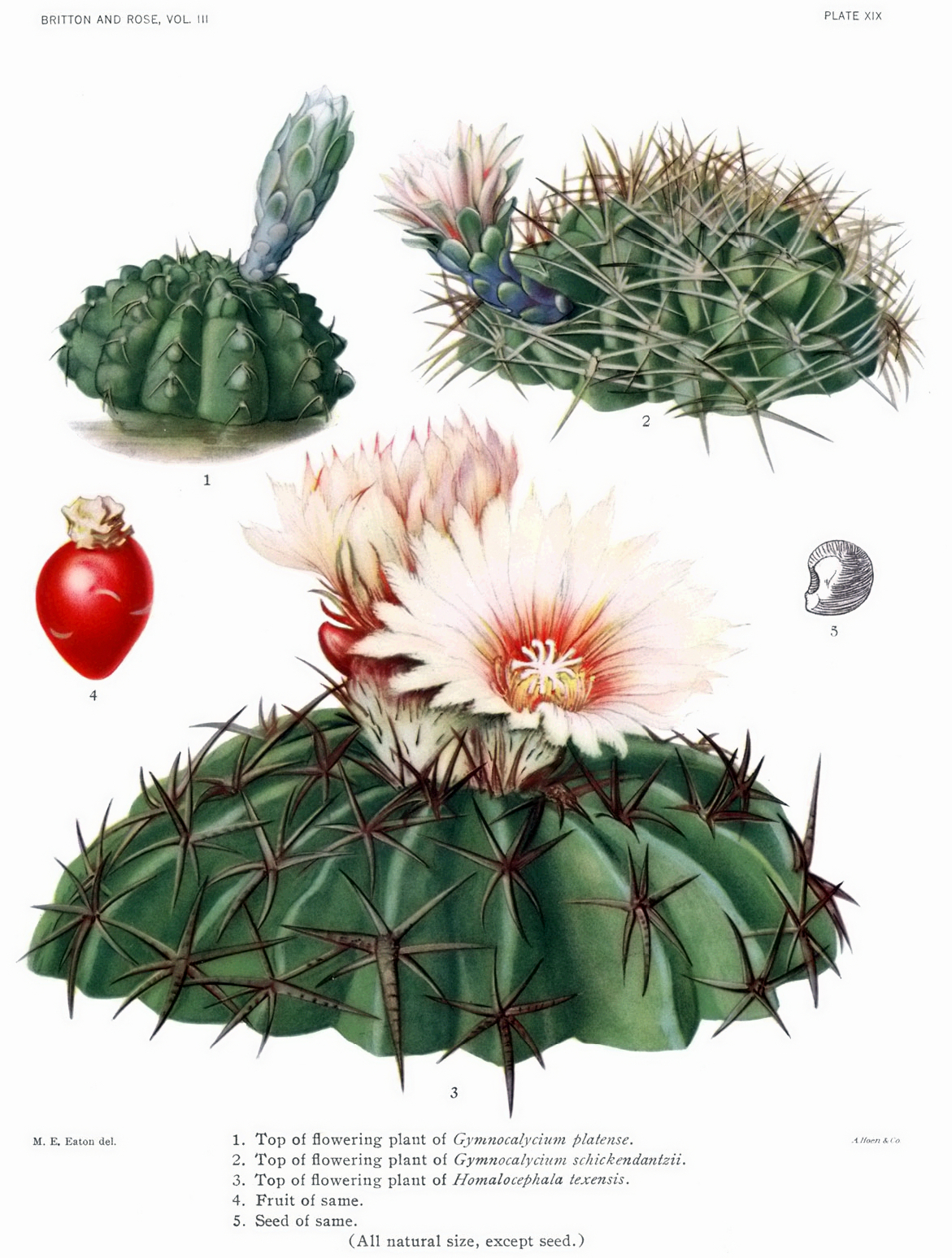